# 八
八 (huit) est un idéogramme composé de 2 traits. Il est utilisé en tant que sinogramme et kanji japonais. Il fait partie des kyôiku kanji et est étudié en 1re année.
En chinois, il se lit bā en pinyin. 
En japonais, il se lit ハチ (hachi) en lecture on et やつ (yatsu) en lecture kun.

## Utilisation en japonais
Ce kanji est souvent utilisé comme un chiffre (voir 
一,
二,
三,
四,
五,
六,
七,
八,
九,
十,
百,
千,
万), il sert à compter en japonais.
Il est utilisé aussi dans les noms de mois en japonais avec le kanji 月 (à consulter pour plus d'informations).
En japonais, tout comme dans la plupart des langues, il existe une symbolique des chiffres ; ainsi, 八 représente l'infini, par ses deux bras s'ouvrant sur celui-ci, un peu comme notre 8 représente l'infini par son tracé sans début ni fin (il suffit de regarder le signe ∞ désignant l'infini pour s'en convaincre).

## Histoire
Le kanji 八 est à l'origine du katakana ハ.
| Kanji | Kana | Kanji | Kana | Kanji | Kana | Kanji | Kana | Kanji | Kana |
| ----- | ---- | ----- | ---- | ----- | ---- | ----- | ---- | ----- | ---- |
| 阿    | ア   | 伊    | イ   | 字    | ウ   | 江    | エ   | 於    | オ   |
| 加    | カ   | 幾    | キ   | 久    | ク   | 介    | ケ   | 己    | コ   |
| 散    | サ   | 之    | シ   | 須    | ス   | 世    | セ   | 曽    | ソ   |
| 多    | タ   | 千    | チ   | 川    | ツ   | 天    | テ   | 止    | ト   |
| 奈    | ナ   | 仁    | ニ   | 奴    | ヌ   | 祢    | ネ   | 乃    | ノ   |
| 八    | ハ   | 比    | ヒ   | 不    | フ   | 部    | ヘ   | 保    | ホ   |
| 末    | マ   | 三    | ミ   | 牟    | ム   | 女    | メ   | 毛    | モ   |
| 也    | ヤ   |       |      | 由    | ユ   |       |      | 與    | ヨ   |
| 良    | ラ   | 利    | リ   | 流    | ル   | 礼    | レ   | 呂    | ロ   |
| 和    | ワ   |       | ヰ   |       |      |       | ヱ   | 平    | ヲ   |
| 尓    | ン   |       |      |       |      |       |      |       |      |